# 鈴谷山脈

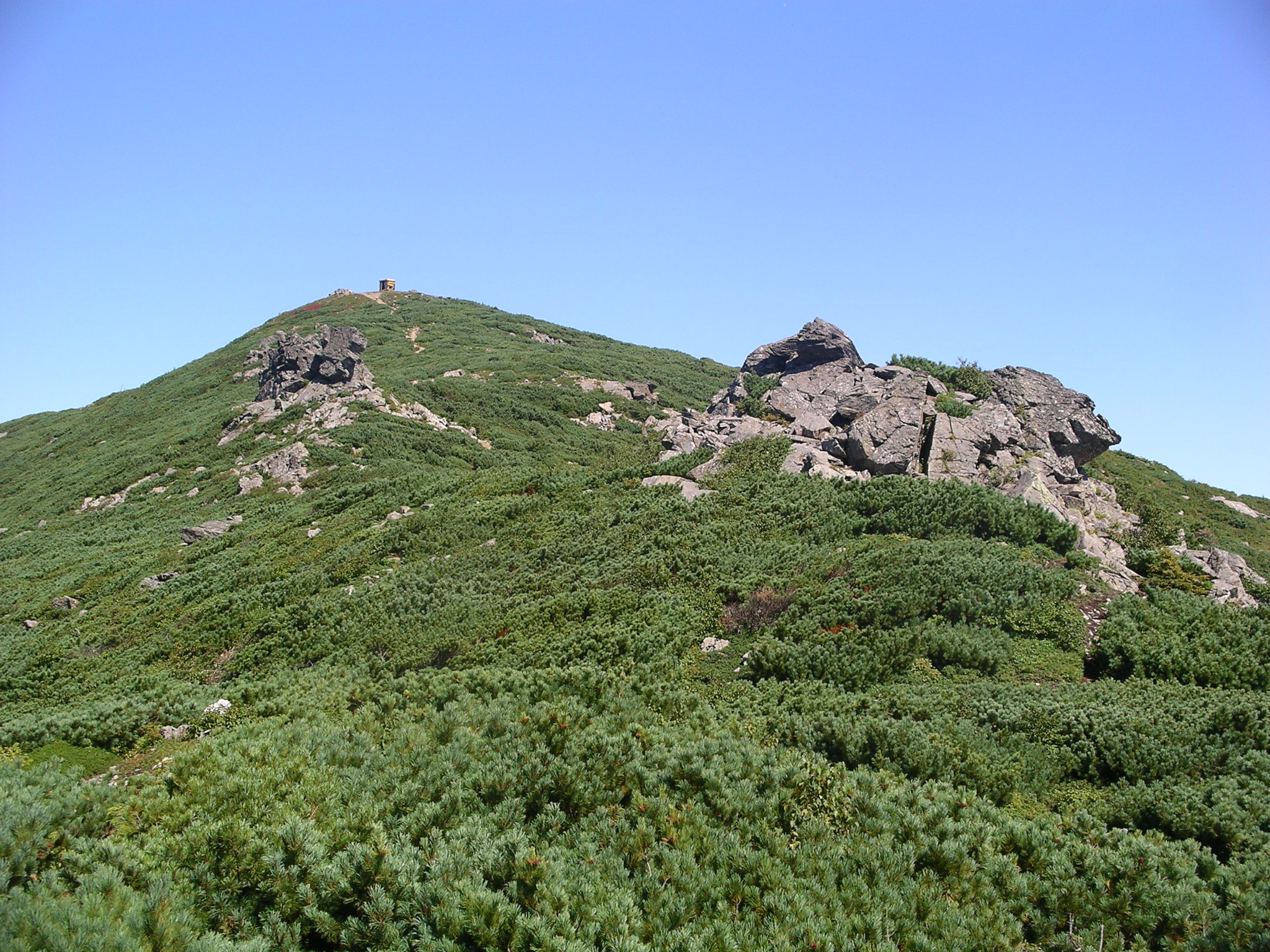
鈴谷岳山頂

鈴谷山脈（すずやさんみゃく）は、樺太の南部にあり、大泊郡富内村の皆岸山から豊栄郡栄浜村と落合町に跨る野寒岳までを南北に貫く山脈。最高峰は鈴谷岳で標高1,048 m。南北およそ70 km。ロシア語名はススナイ山脈(ロシア語: Сусунайский хребет)。